# Marvin Schulz (Fußballspieler)
Marvin Marcel Schulz (* 15. Januar 1995 in Mülheim an der Ruhr) ist ein deutscher Fußballspieler. Er steht bei Preußen Münster unter Vertrag.

## Karriere

### Verein
Schulz begann beim TuS Union 09 Mülheim mit dem Fußballspielen und wechselte 2003 in die Jugend von Borussia Mönchengladbach. Zur Saison 2014/15 rückte er in den Profikader auf, kam in dieser Saison allerdings noch nicht zu einem Bundesligaeinsatz und spielte stattdessen in der U23, mit der er Meister der Regionalliga West wurde. Beim 4:1-Sieg des VfL in der ersten Hauptrunde des DFB-Pokals am 10. August 2015 beim FC St. Pauli feierte er schließlich sein Profidebüt und agierte im Abwehrzentrum an der Seite von Andreas Christensen über die gesamte Spieldauer. Fünf Tage später, zum Saisonauftakt bei Borussia Dortmund, folgte auf gleicher Position der erste Bundesligaeinsatz, wieder von Beginn an.
Am 10. Juli 2017 wechselte Schulz zum FC Luzern in die Schweizer Super League. Er unterschrieb einen bis Ende Juni 2020 laufenden Vertrag, dessen Laufzeit im Oktober 2019 bis Ende Juni 2022 verlängert wurde. Im Mai 2021 gewann die Mannschaft den Schweizer Cup.
Zur Saison 2022/23 schloss er sich dem Zweitligisten Holstein Kiel an, bei dem er einen Vertrag mit einer Laufzeit bis zum 30. Juni 2025 unterschrieb. Danach verließ er den Verein und wechselte zu Preußen Münster.

## Erfolge
- Aufstieg in die Bundesliga: 2024
- Schweizer Cupsieger: 2020/21